# Баха Файсал
Баха Моххамад Файсал (араб. بهاء فيصل محمد سيف; нар. 30 травня 1995, Ез-Зарка) — йорданський футболіст, нападник кувейтського клубу «Аль-Кувейт» і національної збірної Йорданії.

## Клубна кар'єра
У дорослому футболі дебютував 2013 року виступами за команду клубу «Аль-Вахдат», в якій провів чотири сезони, взявши участь у 61 матчі чемпіонату.
2017 року перейшов до кувейтського клубу «Аль-Кувейт».

## Виступи за збірні
2013 року дебютував у складі юнацької збірної Йорданії, взяв участь у 9 іграх на юнацькому рівні, відзначившись 9 забитими голами.
Протягом 2015—2018 років залучався до складу молодіжної збірної Йорданії. На молодіжному рівні зіграв у 14 офіційних матчах, забив 11 голів.
2016 року дебютував в офіційних матчах у складі національної збірної Йорданії.
У складі збірної був учасником кубка Азії з футболу 2019 року в ОАЕ. У грі 1/8 фіналу проти збірної В'єтнаму був одним йорданців, що не реалізували свою спробу у серії післяматчевих пенальті, в результаті чого їх команді не вдалося пройти до чвертьфіналів континентальної першості.

## Досягнення
«Аль-Вахдат»
- Йорданська Про-Ліга
  -  Чемпіон (3): 2013/14, 2014/15, 2015/16

- Кубок Йорданії
  -  Володар (1): 2013/14

- Суперкубок Йорданії
  -  Володар (2): 2014, 2018